# Поверхня Каталана

Поверхня Каталана

Поверхня Каталана — лінійчата поверхня, для якої всі твірні паралельні фіксованій площині.
Названа на честь бельгійського математика Ежена Шарля Каталана.
Векторне рівняння поверхні Каталана задається формулою
r = s(u) + v L(u), де r = s(u) крива в просторі та L(u) є орт, що задає твірну пряму u = u. Всі вектори L(u) паралельні одній площині, яка описується наступною умовою: мішаний добуток [L(u), L' (u), L" (u)] = 0.
Параметричне рівняння поверхні Каталана:
{\displaystyle x=f(u)+vi(u),\quad y=g(u)+vj(u),\quad z=h(u)+vk(u)\,}
Якщо всі твірні поверхні Каталана перетинають фіксовану пряму, то поверхня називається коноїдом.
Каталан довів, що гелікоїд та площина є єдиними лінійчатими мінімальними поверхнями.